# Тепловский сельсовет (Нижегородская область)

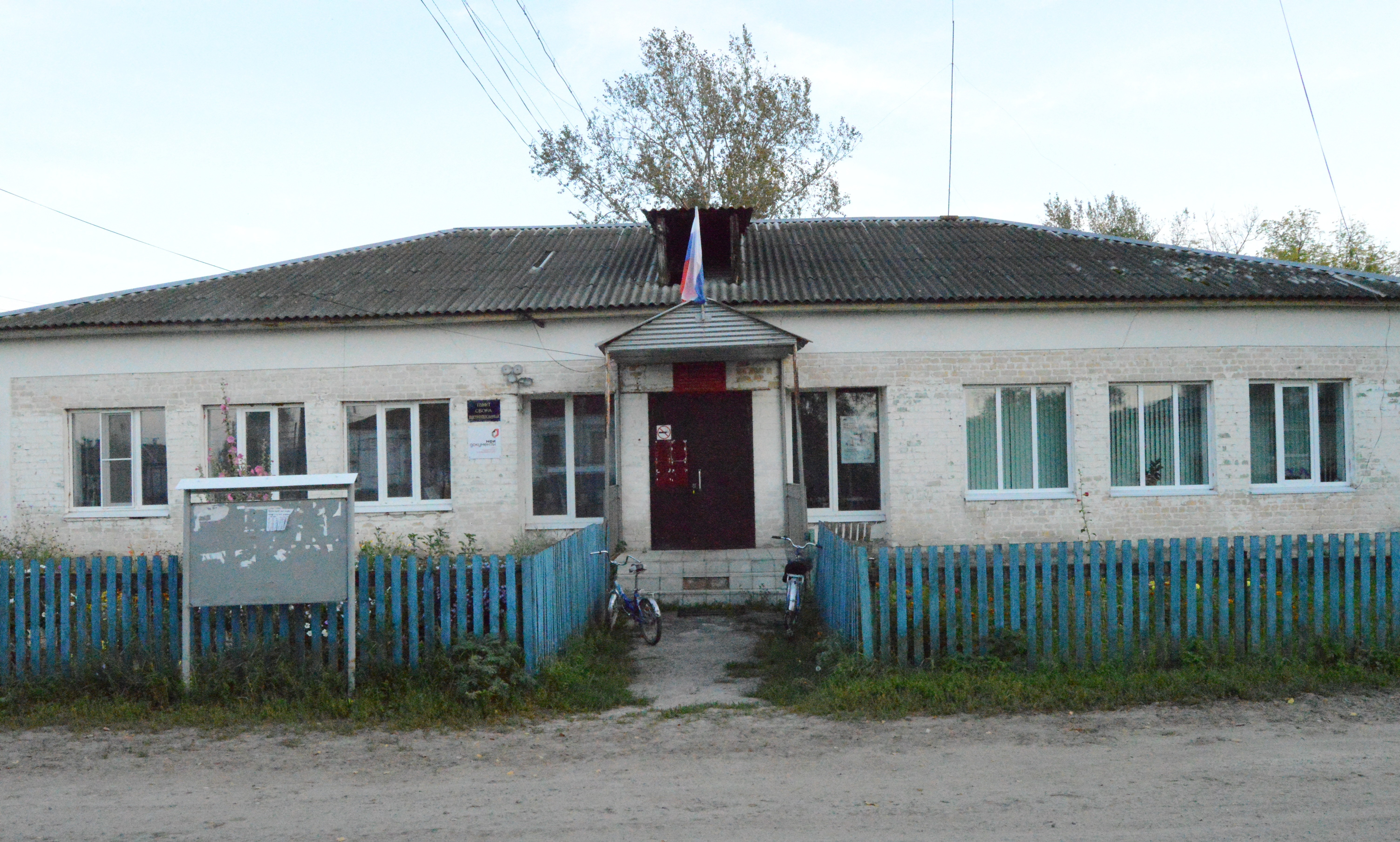

Тёпловский сельсовет — бывшее сельское поселение в Кулебакском районе Нижегородской области России, ныне часть городского округа город Кулебаки («Отдел по работе с населением „Восток“»).
Административный центр — село Тёплово.

## История
- Закон «О преобразовании муниципальных образований Кулебакского муниципального района Нижегородской области» (с изменениями на 10 октября 2017 года)[2]

## Население
| 2002 | 2010  | 2012  | 2013  | 2014  | 2015  |
| ---- | ----- | ----- | ----- | ----- | ----- |
| 4776 | ↘4608 | ↘4564 | ↘4538 | ↘4523 | ↘4485 |

## Состав сельского поселения
| № | Населённый пункт | Тип населённого пункта       | Население |
| - | ---------------- | ---------------------------- | --------- |
| 1 | Ломовка          | село                         | ↘1536     |
| 2 | Меляево          | деревня                      | ↗198      |
| 3 | Теплово          | село, административный центр | ↘1738     |
| 4 | Шилокша          | село                         | ↘1136     |